# Enrique Sanz
Enrique Sanz Unzue (Pamplona, 11 september 1989) is een voormalig Spaans wielrenner die reed voor onder meer het team Movistar.

## Belangrijkste overwinningen
2007
 Spaans kampioen op de weg, Junioren
2011
2e etappe Ronde van Madrid
2018
7e etappe Ronde van Portugal
2019
1e, 2e en 6e etappe Ronde van Alentejo
3e etappe Ronde van Castilië en León
1e etappe Trofeo Joaquim Agostinho
2020
3e etappe Belgrado-Banjaluka
2021
6e etappe Ronde van Alentejo

## Resultaten in voornaamste wedstrijden
| Jaar | Ronde van Italië | Ronde van Frankrijk | Ronde van Spanje |
| ---- | ---------------- | ------------------- | ---------------- |
| 2011 |                  |                     |                  |
| 2012 |                  |                     |                  |
| 2013 |                  |                     |                  |
| 2014 |                  |                     |                  |
| 2015 |                  |                     |                  |
| 2016 |                  |                     |                  |

| Jaar | Milaan-San Remo | Gent-Wevelgem | Ronde van Vlaanderen | Parijs-Roubaix | Amstel Gold Race |
| ---- | --------------- | ------------- | -------------------- | -------------- | ---------------- |
| 2011 |                 | 148e          |                      |                | opgave           |
| 2012 |                 | opgave        |                      |                |                  |
| 2013 |                 | opgave        |                      |                |                  |
| 2014 | opgave          | 143e          |                      |                |                  |
| 2015 |                 | opgave        | opgave               | opgave         |                  |
| 2016 |                 |               | opgave               |                |                  |

## Ploegen
2011 –  Movistar Team
2012 –  Movistar Team
2013 –  Movistar Team
2014 –  Movistar Team
2015 –  Movistar Team
2016 –  Wilier Triestina-Southeast 
2017 –  Team Raleigh GAC (vanaf 24 februari)
2018 –  Euskadi Basque Country-Murias
2019 –  Euskadi Basque Country-Murias
2020 –  Equipo Kern Pharma
2021 –  Equipo Kern Pharma
1. ↑  Tot de Ronde van Italië heette de ploeg Southeast-Venezuela, maar na het aantrekken van Wilier Triestina als hoofdsponsor werd de naam veranderd.